# بويان (مقاطعة دالاهو)
بويان (بالفارسية: بویان) هي قرية تقع في كرمانشاه في إيران. يقدر عدد سكانها بـ 200 نسمة بحسب إحصاء 2016.